# Baía Choiseul
A Baía Choiseul é uma baía localizada na parte noroeste da ilha Choiseul, nas Ilhas Salomão.
Foi próximo a esta baía que em janeiro de 1904, seis exemplares e um ovo do pombo-coroado-de-choiseul (ave atualmente extinta) foram recolhidos por Albert Stewart Meek, um colecionador de aves que trabalhava para Walter Rothschild.